# Andrzej Walicki
Andrzej Walicki (ur. 15 maja 1930 w Warszawie, zm. 20 sierpnia 2020 tamże) – polski historyk idei i filozofii, profesor nauk humanistycznych, członek Polskiej Akademii Nauk, profesor Instytutu Filozofii i Socjologii Polskiej Akademii Nauk, Australijskiego Uniwersytetu Narodowego w Canberze oraz Uniwersytetu Notre Dame.
W latach 60. XX wieku związany z tzw. warszawską szkołą historii idei. Eseista, autor kilkudziesięciu książek dotyczących m.in. myśli rosyjskiej, polskiej filozofii narodowej, historii marksizmu i liberalizmu. W 1998 laureat Nagrody Balzana, w 2003 finalista Nagrody Literackiej „Nike” za książkę Rosja, katolicyzm i sprawa Polska.

## Życiorys
Urodził się jako syn historyka sztuki Michała Walickiego i pedagog społecznej Anny Chmielewskiej.
W 1947 uczęszczał do VI Liceum Ogólnokształcącego im. Tadeusza Reytana w Warszawie.
Początkowo studiował na Uniwersytecie Łódzkim, będąc uczniem m.in. Sergiusza Hessena i Tadeusza Kotarbińskiego. Studiował rusycystykę w apogeum stalinizmu, na wydziale szczególnie silnie zsowietyzowanym. Magisterium obronił w 1953 na Uniwersytecie Warszawskim. Znajomość z Hessenem oraz odwilż gomułkowska pobudziły Andrzeja Walickiego do badań nad Rosją. Doktoryzował się w 1957, a habilitację uzyskał w 1964 w Instytucie Filozofii PAN. Tytuł profesora otrzymał w 1972.
W latach 50. związany był z Uniwersytetem Warszawskim. Następnie pracował w Instytucie Filozofii i Socjologii PAN – początkowo na stanowisku adiunkta, a później docenta (od 1964) i profesora (od 1972). W latach 1981–1986 był wykładowcą Australijskiego Uniwersytetu Narodowego w Canberze. W 1986 został zatrudniony na Uniwersytecie Notre Dame (USA). W 1999 został jego emerytowanym profesorem. Jako profesor wizytujący wykładał m.in. na Uniwersytecie Stanforda (1976).
Był autorem prac z zakresu filozofii społeczno-politycznej, tłumaczonych na szereg języków, badaczem myśli rosyjskiej, polskiej filozofii narodowej, historii marksizmu i myśli liberalnej. Jego zainteresowania naukowe obejmowały m.in. totalitaryzm, komunizm, liberalizm, patriotyzm, nacjonalizm, mesjanizm oraz inteligencję. Tekst Trzy patriotyzmy powstał pod wpływem fascynacji Romanem Dmowskim i zarysował trzy modele patriotyzmu – trzy polskie tradycje, które realnie kształtują w ocenie autora polskie postawy. Był jedną z osób tworzących tzw. warszawską szkołę historii idei, obok m.in. Leszka Kołakowskiego, Bronisława Baczki czy Jerzego Szackiego. Został członkiem Komitetu Nauk Historycznych PAN oraz Towarzystwa Naukowego Warszawskiego.
Zmarł w sierpniu 2020. Został pochowany na cmentarzu prawosławnym na Woli (sektor 71, nr rzędu 11, nr grobu 8).
Jego żoną była Joanna Schiller-Walicka.

## Wybrane publikacje
- Osobowość a historia. Studia z dziejów literatury i myśli rosyjskiej, Warszawa 1959[11]
- W kręgu konserwatywnej utopii. Struktura i przemiany rosyjskiego słowianofilstwa, Warszawa 1964 (wyd. 2, Warszawa 2002)
- Filozofia a mesjanizm. Studia z dziejów filozofii i myśli społeczno-religijnej romantyzmu polskiego, Warszawa 1970[12]
- Rosyjska filozofia i myśl społeczna. Od Oświecenia do marksizmu, Warszawa 1973 (publikacja ta została wznowiona i znacznie poszerzona: Zarys myśli rosyjskiej. Od Oświecenia do renesansu religijno-filozoficznego, Kraków 2005)[13]
- Między filozofią, religią i polityką. Studia o myśli polskiej epoki romantyzmu, Warszawa 1983[14]
- Polska, Rosja, marksizm. Studia z dziejów marksizmu i jego recepcji, Warszawa 1983[15]
- Spotkania z Miłoszem, Londyn 1985 (praca ta weszła w skład książki Zniewolony umysł po latach, Warszawa 1993)[16]
- The controversy over capitalism. Studies in the social philosophy of the Russian populists, 1989[17]
- Russia, Poland, and universal regeneration. Studies in Russian and Polish thought of the Romantic epoch, 1991[18]
- Trzy patriotyzmy. Trzy tradycje polskiego patriotyzmu i ich znaczenie współczesne, Warszawa 1991[19]
- Aleksander Hercen – kwestia polska i geneza pewnych stereotypów, 1991
- Philosophy and romantic nationalism. The case of Poland, 1994[20]
- Filozofia prawa rosyjskiego liberalizmu, Warszawa 1995 (oryg. wyd. ang. 1987)
- Marksizm i skok do królestwa wolności. Dzieje komunistycznej utopii, Warszawa 1996 (oryg. wyd. ang. 1995)[21]
- Idea wolności u myślicieli rosyjskich. Studia z lat 1955–1959, Kraków 2000[22]
- Polskie zmagania z wolnością. Widziane z boku, Kraków 2000[23]
- Idea narodu w polskiej myśli oświeceniowej, Warszawa 2000
- Rosja, katolicyzm i sprawa polska, Warszawa 2002[24]
- Mesjanizm Adama Mickiewicza w perspektywie porównawczej, Warszawa 2006[25]
- Z Polski i o Polsce. Korespondencja z lat 2004–2006, Kraków 2007 (współautor: Paweł Kozłowski)
- O inteligencji, liberalizmach i o Rosji, Kraków 2007[26]
- Naród, nacjonalizm, patriotyzm, Kraków 2009 (prace wybrane, tom 1)
- Filozofia polskiego romantyzmu, Kraków 2009 (prace wybrane, tom 2)
- Idee i ludzie. Próba autobiografii, Warszawa 2010
- Stanisław Brzozowski and the Polish beginnings of “Western Marxism”, 2010[27]
- Stanisław Brzozowski – drogi myśli, Kraków 2011 (prace wybrane, tom 3)
- Polska, Rosja, marksizm, Kraków 2011 (prace wybrane, tom 4)
- Od projektu komunistycznego do neoliberalnej utopii, Kraków 2013[28]
- Spotkania z Isaiahem Berlinem. Dzieje intelektualnej przyjaźni, Warszawa 2014
- O Rosji inaczej, Warszawa 2019[29]
- PRL i skok do neoliberalizmu, Warszawa 2021

## Nagrody i wyróżnienia
W 1998 otrzymał Nagrodę im. Eugenia Balzana za wkład w badanie dziejów myśli rosyjskiej i polskiej. W 2001 otrzymał tytuł doktora honoris causa Uniwersytetu Łódzkiego. W 2005, za wybitne zasługi dla nauki polskiej, został odznaczony przez prezydenta Aleksandra Kwaśniewskiego Krzyżem Wielkim Orderu Odrodzenia Polski. W 2015 otrzymał Nagrodę Specjalną Ministra Kultury i Dziedzictwa Narodowego. Za publikację pt. Rosja, katolicyzm i sprawa Polska został nominowany do Nagrody Literackiej Nike 2003 (znalazł się w finałowej „siódemce”).

## Spuścizna i odbiór
Większość z jego kilkudziesięciu publikacji książkowych zostało udostępnionych w całości online w serwisie Polona.

Walicki jest dziś autorem powszechnie w Rosji znanym i docenianym przez badaczy jego problematyki, przede wszystkim przez filozofów, ale także przez socjologów, teologów, literaturoznawców, politologów, historyków idei. Jego książki są recenzowane, ukazują się artykuły analizujące jego poglądy i ujęcia filozofii rosyjskiej, pojawiają się zapowiedzi poświęconych mu rozpraw doktorskich. Śmierć Walickiego została natychmiast dostrzeżona przez rosyjską prasę i internet, a wraz z nekrologami ukazywały się liczne wspomnienia i podsumowania jego twórczości. W powszechnej tamtejszej ocenie nie sposób już badać w Rosji myśli rosyjskiej bez uwzględnienia ogromnego, wybitnego, właściwie klasycznego dorobku Andrzeja Walickiego.